# Afroneta fusca
Afroneta fusca é uma espécie de aranhas da família Linyphiidae encontradas no Turcomenistão. Foi descrita pela primeira vez em 2004.